# Greg Stempin
Gregory John Stempin, detto Greg (Macomb, 10 maggio 1979), è un ex cestista statunitense, professionista nella NBDL, in Spagna, Corea del Sud, Venezuela e Portogallo.

## Palmarès
- Coppa di Portogallo: 3

Ovarense: 2009
Porto: 2010, 2012